# Campeonato Nacional de Cuba 2022
El Campeonato Nacional de Cuba 2022 fue la edición número 110 del Campeonato Nacional de Cuba. La temporada comenzó el 5 de febrero de 2022 y terminó el 10 de diciembre del mismo año con la final del clausura con el definió al campeón absoluto de Cuba en el 2022.

## Formato
En esta temporada se dividieron en torneos cortos, Apertura y Clausura, de los cuales jugaron 2 grupos; 8 equipos cada uno en sistema de todos contra todos dos veces totalizando 14 partidos cada uno. Al término de ronda regular los líderes de cada grupo pasaron a la final de Apertura y Clausura para determinar los campeones de cada torneo corto para la final de campeonato dónde el campeón de cumplir con los requisitos establecidos se clasificará a la Copa Caribeña de Clubes 2023.

## Equipos participantes

### Grupo A
- Artemisa
- Cienfuegos
- Isla de la Juventud
- Ciudad de La Habana
- Matanzas
- Mayabeque
- Pinar del Río
- Villa Clara

### Grupo B
- Camagüey
- Ciego de Ávila
- Granma
- Guantánamo
- Holguín
- Las Tunas
- Sancti Spíritus
- Santiago de Cuba

## Torneo Apertura

### Grupo A
| Pos. | Equipo              | Pts. | PJ | G  | E | P  | GF | GC | Dif. | Clasificación 2022                  |
| ---- | ------------------- | ---- | -- | -- | - | -- | -- | -- | ---- | ----------------------------------- |
| 1    | Artemisa            | 35   | 14 | 11 | 2 | 1  | 39 | 12 | +27  | Final de Apertura y Torneo Clausura |
| 2    | Ciudad de La Habana | 26   | 13 | 8  | 2 | 3  | 27 | 13 | +14  | Torneo Clausura                     |
| 3    | Cienfuegos          | 25   | 14 | 7  | 4 | 3  | 28 | 20 | +8   | Torneo Clausura                     |
| 4    | Villa Clara         | 23   | 13 | 7  | 2 | 4  | 19 | 14 | +5   | Torneo Clausura                     |
| 5    | Pinar del Río       | 17   | 13 | 4  | 5 | 4  | 13 | 14 | −1   |                                     |
| 6    | Matanzas            | 11   | 12 | 3  | 2 | 7  | 12 | 23 | −11  |                                     |
| 7    | Mayabeque           | 4    | 13 | 1  | 1 | 11 | 6  | 32 | −26  |                                     |
| 8    | Isla de la Juventud | 3    | 10 | 1  | 0 | 9  | 8  | 24 | −16  |                                     |

 Fuente: []

### Grupo B
| Pos. | Equipo           | Pts. | PJ | G  | E | P  | GF | GC | Dif. | Clasificación 2022               |
| ---- | ---------------- | ---- | -- | -- | - | -- | -- | -- | ---- | -------------------------------- |
| 1    | Santiago de Cuba | 37   | 14 | 12 | 1 | 1  | 32 | 8  | +24  | Final Apertura y Torneo Clausura |
| 2    | Camagüey         | 27   | 14 | 8  | 3 | 3  | 24 | 14 | +10  | Torneo Clausura                  |
| 3    | Las Tunas        | 26   | 13 | 8  | 2 | 3  | 19 | 8  | +11  | Torneo Clausura                  |
| 4    | Guantánamo       | 25   | 14 | 7  | 4 | 3  | 21 | 9  | +12  | Torneo Clausura                  |
| 5    | Granma           | 19   | 14 | 5  | 4 | 5  | 18 | 14 | +4   |                                  |
| 6    | Ciego de Ávila   | 12   | 14 | 3  | 3 | 8  | 6  | 21 | −15  |                                  |
| 7    | Holguín          | 9    | 13 | 2  | 3 | 8  | 8  | 20 | −12  |                                  |
| 8    | Sancti Spíritus  | 2    | 14 | 0  | 2 | 12 | 1  | 30 | −29  |                                  |

 Fuente: []

## Final de Apertura
| Local       | Resultado | Visitante           | Fecha              |
| ----------- | --------- | ------------------- | ------------------ |
| FC Artemisa | 0 - 7     | FC Santiago de Cuba | 15 de mayo de 2022 |

## Torneo Clausura

### Clasificación
| Pos. | Equipo              | Pts. | PJ | G  | E | P  | GF | GC | Dif. | Clasificación 2022 |
| ---- | ------------------- | ---- | -- | -- | - | -- | -- | -- | ---- | ------------------ |
| 1    | Artemisa            | 33   | 14 | 11 | 0 | 3  | 29 | 14 | +15  | Final del Clausura |
| 2    | Santiago de Cuba    | 32   | 14 | 10 | 2 | 2  | 31 | 8  | +23  | Final del Clausura |
| 3    | Camagüey            | 28   | 14 | 9  | 1 | 4  | 22 | 12 | +10  |                    |
| 4    | Ciudad de La Habana | 25   | 14 | 8  | 1 | 5  | 32 | 20 | +12  |                    |
| 5    | Guantánamo          | 15   | 14 | 4  | 3 | 7  | 18 | 17 | +1   |                    |
| 6    | Las Tunas           | 12   | 14 | 3  | 3 | 8  | 20 | 39 | −19  |                    |
| 7    | Cienfuegos          | 9    | 14 | 2  | 3 | 9  | 13 | 28 | −15  |                    |
| 8    | Villa Clara         | 7    | 14 | 2  | 1 | 11 | 20 | 50 | −30  |                    |

 Fuente: []

## Final del Clausura
| Equipo 1        | Global           | Equipo 2            | Ida   | Vuelta |
| --------------- | ---------------- | ------------------- | ----- | ------ |
| FC Artemisa (C) | 1 - 1 (5 - 3 p.) | FC Santiago de Cuba | 0 - 1 | 1 - 0  |